# Aili Mari Tripp

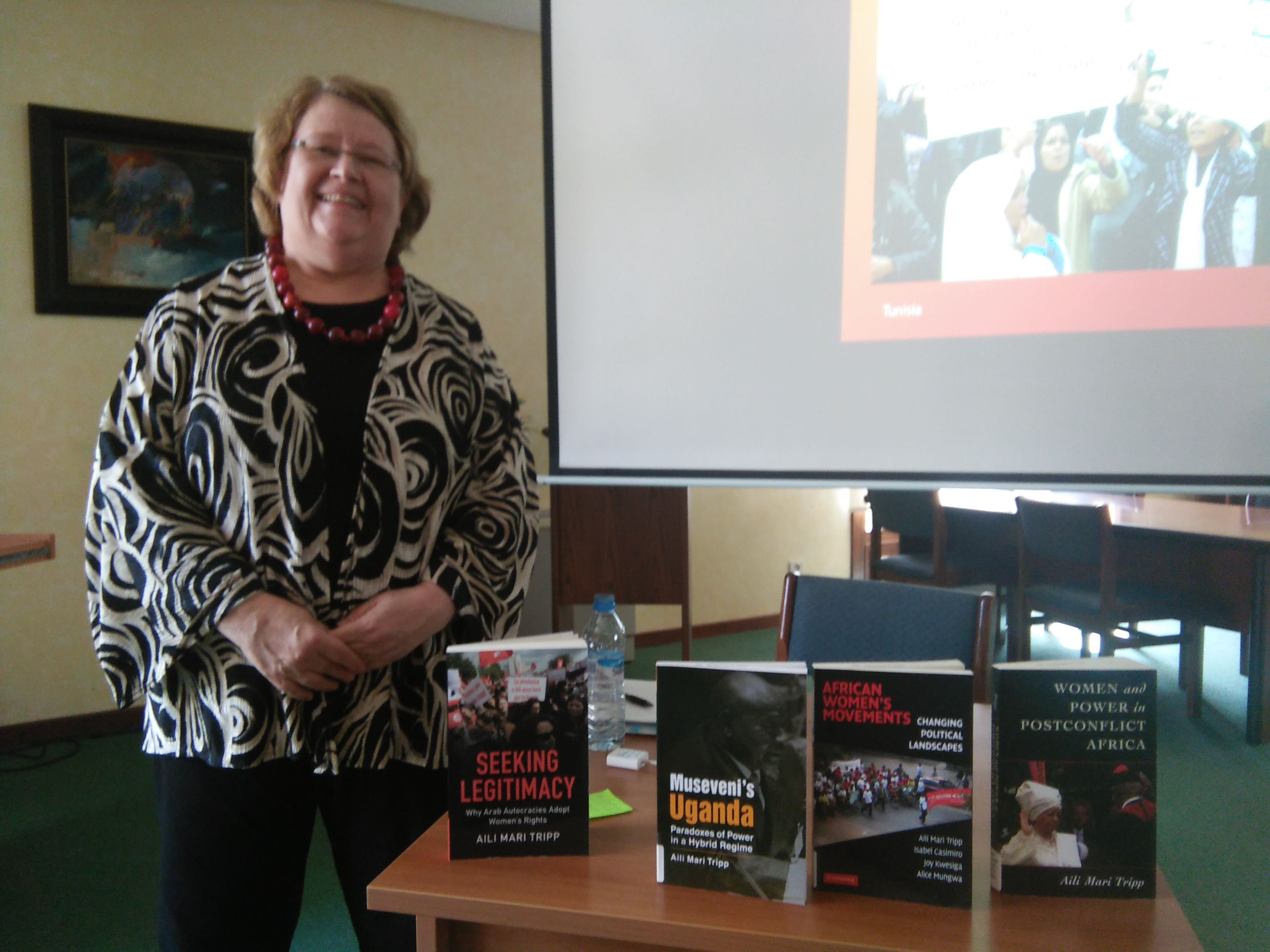
Aili Mari Tripp präsentiert ihre Bücher (2019).

Aili Mari Tripp (* 1958) ist eine finnische und US-amerikanische Politikwissenschaftlerin, die als Wangari Maathai Professor of Political Science and Gender & Women’s Studies an der University of Wisconsin–Madison forscht und lehrt. Ihre Forschungsschwerpunkte sind afrikanische Politik und insbesondere die Rolle von Frauen darin.

## Werdegang
Tripp machte 1983 das Bachelor-Examen und 1985 den Master-Abschluss an der University of Chicago und wurde 1990 im Fach Politikwissenschaft an der Northwestern University zur Ph.D. promoviert. Von 1989 bis 1991 war sie Research Associate im Program on Peace and International Cooperation der John D. und Catherine T. MacArthur Foundation in Chicago. 1992 wechselte sie an die University of Wisconsin–Madison, wo sie nacheinander Assistant Professor, Associate Professor und 2004 Professor of Political Science and Gender & Women’s Studies wurde. Seit 2017 ist sie Wangari Maathai Professor of Political Science and Gender & Women’s Studies.
Tripp hielt sich als Gastforscherin häufig an afrikanischen Universitäten auf, davon am meisten an der ugandischen Makerere-Universität (1992, 1993, 1995, 1999, 2001, 2002 und 2005). 2017 war sie mit Axel-Spinger-Stipendium an der American Academy in Berlin.

## Schriften (Auswahl)

### Monographien
- Seeking legitimacy. Why Arab autocracies adopt women's rights. Cambridge University Press, Cambridge (UK) 2019, ISBN 978-1-10842-564-3.
- Women and power in postconflict Africa. Cambridge University Press, New York 2015, ISBN 978-1-10711-557-6.
- Museveni's Uganda. Paradoxes of power in a hybrid regime. Lynne Rienner Publishers, Boulder 2010, ISBN 978-1-58826-731-3.
- Women & politics in Uganda. University of Wisconsin Press, Madison 2000, ISBN 0299164802.

### Herausgeberschaften
- Mit Ladan Affi und Live Tønnessen: Women and peacebuilding in Africa. James Currey, Suffolk 2021, ISBN 978-1-84701-281-4.
- Mit Myra Marx Ferree und Christina Ewig: Gender, violence, and human security. Critical feminist perspectives. New York University Press, New York 2013, ISBN 978-0-81477-020-7.
- Mit Myra Marx Ferree: Global feminism. Transnational women's activism, organizing, and human rights. New York University Press, New York 2006, ISBN 978-0-81472-735-5.
- Mit Lynn Walter: The Greenwood encyclopedia of women's issues worldwide. Sub-Saharan Africa. Greenwood Press, Westport 2003, ISBN 0313327874.